# 樟樹窟
樟樹窟，是臺灣新北市樹林區的一個地名，位於樹林區西南部。以行政區而言，範圍大致包括西園里不含最西端及東南端、柑園里西南部。另外因河道變遷，昔日樟樹窟範圍亦包括今鶯歌區建德里東南端一小部分。

## 歷史
台灣清治末期至日治初期，樟樹窟地區為一街庄，稱為「樟樹窟庄」，隸屬於海山堡。該庄昔日為大漢溪中沙洲，西南以大漢溪一段分流與南靖厝庄為界，西北以大漢溪最左分流與鶯歌石庄、阿南坑庄為界，東北邊為崙仔庄、石頭溪庄，東南邊為溪墘厝庄，西南邊一小段與隆恩埔庄為界。
1901年（日治明治三十四年）11月，該庄隸屬於桃園廳，編入第十六區。1905年（明治三十八年）7月，第十六區改稱「鶯歌石區」。1920年（大正九年），該庄改制為「樟樹窟」大字，隸屬於臺北州海山郡鶯歌庄。1940年，鶯歌庄升格為鶯歌街。
戰後鶯歌街改制為鶯歌鎮，隸屬於臺北縣，大字亦改制為里。1946年8月，鶯歌、樹林分治，本地區改隸屬新成立的樹林鎮。2010年12月，臺北縣升格為新北市，樹林鎮改制為樹林區。

## 河道變遷
從前大嵙崁溪（大漢溪）至三角湧附近（公館後地區西北部），因地勢低平，河面加寬，形成網狀河道。三峽溪（三峽河與橫溪各自注入大嵙崁溪分流河道，三峽溪於劉厝埔匯入分流，為橫溪匯注點之上游約八百公尺處。其後因河沙堆積，河床日漸昇高，導致分流消退，原本兩溪匯注處之大嵙崁溪分流河道成為三峽溪河道之延伸，因而形成今日三峽溪納橫榽之勢。
由於大漢溪主流河道北移，樟樹窟地區現已被切分成南、北兩部分。其中南半部較大，北半部較小而且屬於河灘地。

## 交通
鄉道北84線（柑園街二段）是三鶯大橋至東園的道路，經過本地區南部邊界，往東北可前往柑園，往西南可前往三鶯大橋（縣道110號）橋頭，旁邊即為國道3號的三鶯交流道，由此快速前往台灣南北各地。